# جيمس بيل (لاعب كرة قدم)
جيمس بيل (بالإنجليزية: James Bell)‏ (1 مارس 1866 في المملكة المتحدة - ) هو لاعب كرة قدم بريطاني (وحمل سابقاً جنسية المملكة المتحدة لبريطانيا العظمى وأيرلندا) في مركز حراسة المرمى. لعب مع نادي سلتيك ونادي كيلمارنوك ونادي دمبرتون وMauchline F.C. ‏.